# Kirghizistan ai Giochi della XXX Olimpiade
Il Kirghizistan ha partecipato ai Giochi della XXX Olimpiade di Londra, che si sono svolti dal 27 luglio al 12 agosto 2012, con una delegazione di 14 atleti.

## Atletica leggera
Maschile

Corse, gare
| Atleta         | Gara        | Batterie | Batterie | Quarti          | Quarti          | Semifinali      | Semifinali      | Finale          | Finale          |
| Atleta         | Gara        | Tempo    | Pos.     | Tempo           | Pos.            | Tempo           | Pos.            | Tempo           | Pos.            |
| -------------- | ----------- | -------- | -------- | --------------- | --------------- | --------------- | --------------- | --------------- | --------------- |
| Erzhan Askarov | 800 m piani | 1'59"56  | 8º       | Non qualificato | Non qualificato | Non qualificato | Non qualificato | Non qualificato | Non qualificato |

Femminile
Corse, gare
| Atleta          | Gara     | Batterie | Batterie | Quarti | Quarti | Semifinali | Semifinali | Finale   | Finale |
| Atleta          | Gara     | Tempo    | Pos.     | Tempo  | Pos.   | Tempo      | Pos.       | Tempo    | Pos.   |
| --------------- | -------- | -------- | -------- | ------ | ------ | ---------- | ---------- | -------- | ------ |
| Iuliia Andreeva | Maratona |          |          |        |        |            |            | 2:36'01" | 60ª    |

## Judo
Maschile
| Atleta             | Evento  | 32-esimi                    | 16-esimi             | Ottavi               | Quarti di finale     | Semifinali           | 1º Turno ripescaggi  | 2º Turno ripescaggi  | Finale               | Finale          |
| Atleta             | Evento  | Avversario Risultato        | Avversario Risultato | Avversario Risultato | Avversario Risultato | Avversario Risultato | Avversario Risultato | Avversario Risultato | Avversario Risultato | Classifica      |
| ------------------ | ------- | --------------------------- | -------------------- | -------------------- | -------------------- | -------------------- | -------------------- | -------------------- | -------------------- | --------------- |
| Chingiz Mamedov    | −90 kg  | Karolis Bauža P (0000–0110) | Non qualificato      | Non qualificato      | Non qualificato      | Non qualificato      | Non qualificato      | Non qualificato      | Non qualificato      | Non qualificato |
| Iurii Krakovetskii | +100 kg | Karolis Bauža P (0001–1001) | Non qualificato      | Non qualificato      | Non qualificato      | Non qualificato      | Non qualificato      | Non qualificato      | Non qualificato      | Non qualificato |

## Lotta

### Lotta libera
Maschile
| Atleta         | Evento | Qualificazione       | Ottavi               | Quarti               | Semifinale           | Ripescaggio Turno 1  | Ripescaggio Turno 2  | Finale               | Classifica |
| Atleta         | Evento | Avversario Risultato | Avversario Risultato | Avversario Risultato | Avversario Risultato | Avversario Risultato | Avversario Risultato | Avversario Risultato | Classifica |
| -------------- | ------ | -------------------- | -------------------- | -------------------- | -------------------- | -------------------- | -------------------- | -------------------- | ---------- |
| Magomed Musaev | −96 kg | Serhat Balcı V 3-1   | Takao Isokawa V 3-1  | Reza Yazdani P 1-3   | Non qualificato      | Non qualificato      | Non qualificato      | Non qualificato      | 7º         |

### Lotta greco romana
Maschile
| Atleta         | Evento | Qualificazione       | Ottavi                  | Quarti               | Semifinale           | Ripescaggio Turno 1  | Ripescaggio Turno 2       | Finale               | Classifica |
| Atleta         | Evento | Avversario Risultato | Avversario Risultato    | Avversario Risultato | Avversario Risultato | Avversario Risultato | Avversario Risultato      | Avversario Risultato | Classifica |
| -------------- | ------ | -------------------- | ----------------------- | -------------------- | -------------------- | -------------------- | ------------------------- | -------------------- | ---------- |
| Arsen Eraliev  | −55 kg |                      | Hamid Sourian P 1-3     | Non qualificato      | Non qualificato      |                      | Péter Módos P 0-3         | Non qualificato      | 11º        |
| Daniar Kobonov | −74 kg |                      | Arsen Julfalakyan P 0-3 | Non qualificato      | Non qualificato      |                      | Aliaksandr Kikiniou P 0-3 | Non qualificato      | 17º        |

### Lotta libera
Femminile
| Atleta             | Evento | Qualificazione       | Ottavi                | Quarti               | Semifinale           | Ripescaggio Turno 1  | Ripescaggio Turno 2  | Finale               | Classifica |
| Atleta             | Evento | Avversario Risultato | Avversario Risultato  | Avversario Risultato | Avversario Risultato | Avversario Risultato | Avversario Risultato | Avversario Risultato | Classifica |
| ------------------ | ------ | -------------------- | --------------------- | -------------------- | -------------------- | -------------------- | -------------------- | -------------------- | ---------- |
| Aisuluu Tynybekova | −63 kg |                      | Henna Johansson P 0-3 | Non qualificata      | Non qualificata      | Non qualificata      | Non qualificata      | Non qualificata      | 13ª        |

## Nuoto e sport acquatici

### Nuoto
Maschile
| Atleta              | Evento     | Batterie | Batterie   | Semifinali      | Semifinali      | Finale          | Finale          |
| Atleta              | Evento     | Tempo    | Classifica | Tempo           | Classifica      | Tempo           | Classifica      |
| ------------------- | ---------- | -------- | ---------- | --------------- | --------------- | --------------- | --------------- |
| Dmitrii Aleksandrov | 200 m rana | 2'17"92  | 32º        | Non qualificato | Non qualificato | Non qualificato | Non qualificato |

Femminile
| Atleta         | Evento     | Batterie | Batterie   | Semifinali      | Semifinali      | Finale          | Finale          |
| Atleta         | Evento     | Tempo    | Classifica | Tempo           | Classifica      | Tempo           | Classifica      |
| -------------- | ---------- | -------- | ---------- | --------------- | --------------- | --------------- | --------------- |
| Daria Talanova | 200 m rana | 2'38"01  | 34ª        | Non qualificata | Non qualificata | Non qualificata | Non qualificata |

## Sollevamento pesi
Maschile
| Atleta            | Evento | Strappo   | Strappo    | Slancio   | Slancio              | Totale | Classifica           |
| Atleta            | Evento | Risultato | Classifica | Risultato | Classifica           | Totale | Classifica           |
| ----------------- | ------ | --------- | ---------- | --------- | -------------------- | ------ | -------------------- |
| Bekzat Osmonaliev | -56 kg | 127 kg    | 3º         | 147       | Non finisce la prova | 127 kg | Non finisce la prova |

## Taekwondo
Maschile
| Atleta         | Evento | Ottavi                | Quarti               | Semifinale           | Ripescaggio Turno 1  | Ripescaggio Turno 2  | Finale               | Classifica      |
| Atleta         | Evento | Avversario Risultato  | Avversario Risultato | Avversario Risultato | Avversario Risultato | Avversario Risultato | Avversario Risultato | Classifica      |
| -------------- | ------ | --------------------- | -------------------- | -------------------- | -------------------- | -------------------- | -------------------- | --------------- |
| Rasul Abduraim | −80 kg | Mauro Sarmiento P 1-5 | Non qualificato      | Non qualificato      | Non qualificato      | Non qualificato      | Non qualificato      | Non qualificato |

## Tiro a segno/volo
Maschile
| Atleta          | Evento                     | Qualificazione | Qualificazione | Finale          | Finale          |
| Atleta          | Evento                     | Punteggio      | Classifica     | Punteggio       | Classifica      |
| --------------- | -------------------------- | -------------- | -------------- | --------------- | --------------- |
| Ruslan Ismailov | Pistola 10m aria compressa | 593            | 21º            | Non qualificato | Non qualificato |
| Ruslan Ismailov | Carabina 50m 3 posizioni   | 1 146          | 40º            | Non qualificato | Non qualificato |

## Vela
Maschile
| Atleta        | Evento | Regata | Regata | Regata | Regata | Regata | Regata | Regata | Regata | Regata | Regata | Regata | Punteggio | Classifica |
| Atleta        | Evento | 1      | 2      | 3      | 4      | 5      | 6      | 7      | 8      | 9      | 10     | 11     | Punteggio | Classifica |
| ------------- | ------ | ------ | ------ | ------ | ------ | ------ | ------ | ------ | ------ | ------ | ------ | ------ | --------- | ---------- |
| Ilya Ignatiev | Laser  | 49º    | 49º    | 49º    | 48º    | 48º    | 48º    | 38º    | 47º    | 67º    | 49º    | EL     | 422       | 49º        |